# 한독
한독(韓獨)은 대한민국의 의약품 제조 기업이다.

## 역사
- 1954년: 창업주 김신권에 의해 의약품 수입업체 연합약품주식회사 설립
- 1957년: 독일 회흐스트 주식회사(독일어: Hoechst, 훽스트)와 기술제휴 계약 체결
- 1958년: 연합약품주식회사에서 한독약품공업주식회사로 상호 변경
- 1958년: 소화제 훼스탈 출시
- 1959년: 경기도 양주군 구리면 상봉리(현 서울특별시 중랑구 상봉동) 344번지에 본사 및 공장 준공
- 1964년: 독일 훽스트와 합작투자 계약 체결
- 1976년: 증권거래소 주식 상장
- 1977년: 소화제 훼스탈 첫 극장용 광고 난파선 편(1분 40초 컬러용 상영)
- 1977년: 비타민제 하이비날 출시
- 1982년: 프랑스 루셀사 기술제휴로 신경통 치료제 썰감 출시
- 1986년: 소화제 훼스탈포르테 출시
- 1987년: 프랑스 루셀사 개발을 한 캡슐형 액체위장약 알타캡 출시
- 1988년: 비타민제 하이비날에스 재출시
- 1990년: 독일 훽스트가 개발을 한 피부질환 치료제 더마톱연고 출시
- 1991년: 한독약품 음성공장 착공
- 1992년: 서울특별시 강남구 역삼동 테헤란로에 사옥 준공
- 1994년: 독일 훽스트가 개발을 한 손발톱무좀치료제 로푸록스 출시
- 1994년: 충청북도 음성군 대소면 대풍리 37번지에 공장 준공 및 이전
- 1995년: 한독약품공업주식회사에서 주식회사 한독약품으로 사명 변경 (현 CI 변경)
- 1999년: 소화제 훼스탈이 결식아동돕기 후원 참여
- 2000년: 합작선인 독일 훽스트가 프랑스 롱프랑로라와 합병, 한독약품-아벤티스파마 체제 출범
- 2000년: 가스제거 보강한 소화제 훼스탈플러스 출시
- 2005년: 합작선인 아벤티스가 프랑스 사노피-신데라보와 합병, 한독약품-사노피아벤티스 체제 출범
- 2012년: 프랑스 사노피와 합작관계 정리
- 2013년: 주식회사 한독약품에서 주식회사 한독으로 사명 변경, 제조회사명을 한독약품 음성공장에서 (주)한독 음성공장으로 변경, 이스라엘 테바와 합작관계 체결로 주식회사 한독테바 설립.
- 2014년: 태평양제약㈜ (현, ㈜에스트라) 제약 사업부문 인수[1]
- 2015년: 자회사 주식회사 한독칼로스메디칼 설립
- 2015년: 337억을 투자을 해 충북 음성에 케토톱전용생산공장 건립
- 2020년: 유튜버 피지컬갤러리의 웹예능 가짜사나이 2기에 케토톱 제작지원
- 2021년: 아동후원조직인 굿네이버스에서 결식우려아동에게 몸 튼튼!, 마음 튼튼! 밀키트 도시락 지원
- 2022년: 비동물성 5중 복합 소화효소제 훼스탈 슈퍼자임 출시
- 2022년: 굿네이버스와 저소득층 아동에 영양간식 지원 (광역시 3곳에 200명 8회씩 전달)
- 2025년: 건기식 사업부문을 한독헬스케어 분할 설립

## 제품
일반의약품
- 훼스탈플러스/훼스탈골드/훼스탈슈퍼자임
- 하이비날골드
- 더마톱
- 로푸록스
- 클리어틴 외용액/클리어틴 이부더블스팟톡크림
- 크레오신티
- 케토톱
- 오스칼
- 알레그라 (수입판매원 : 오펠라헬스케어코리아㈜)

OEM 제품
- 디세텔 (판매원 : 일양약품㈜ )

전문의약품
- 브롬콜골드/레드/액
- 아마릴
- 페스 내추럴 비강분무액

특수의료용도식품
- 뉴트로시아

## 한독의약박물관
1964년 창업주 김신권이 창립 10주년 기념사업으로 당시 서울 상봉동 본사 내에 자신이 수집한 소장 유물을 출연하여 한독약사관(韓獨藥史館)으로 설립하였다. 1974년 건물을 신축하면서 현재의 명칭으로 개명하였으며, 1994년 공장의 이전에 따라 충청북도 음성군으로 이전하였다. 대한민국 최초의 기업박물관이자 의약전문 박물관이다.